# Тујен Кванг
Тујен Кванг (виј. Tuyên Quang) је град у Вијетнаму у покрајини Tuyên Quang. Према резултатима пописа 2009. у граду је живело 110.119 становника.